# 北川前肇
北川 前肇（きたがわ ぜんちょう、1947年12月24日 - ）は、日蓮宗僧侶・仏教学者。立正大学名誉教授。東京都世田谷区妙揚寺住職。

## 来歴
福岡県生まれ。1971年立正大学仏教学部宗学科卒業。1976年同大大学院博士後期課程単位取得満期退学。2000年「日蓮教学研究 仏陀論・顕本論を中心として」で立正大学文学博士。
1974年立正大学仏教学部助手、1976年講師、1980年助教授、1988年教授に就任する。仏教学部長、副学長を歴任。2018年3月退任。

## 受賞歴
1981年日本印度学仏教学会賞、1987年望月学術賞受賞。

## 著書
- 『日蓮教学研究』平楽寺書店 1987
- 『聞法一路』大東出版社 1992
- 『求道とちかい』大東出版社 1995
- 『法華経に学ぶ』大東出版社 1996
- 『日蓮聖人にみちびかれて』大東出版社 1998
- 『書簡からみた日蓮』日本放送出版協会 NHKこころをよむ 2005
  - 『書簡にみる日蓮心の交流』日本放送出版協会 NHKライブラリー 2006
- 『日蓮聖人『観心本尊抄』を読む』大法輪閣 2008
- 『『立正安国論』を読む 全10段拝読』日蓮宗新聞社 さだるま新書 2009
- 『永遠のいのちの教え (法華経のことば)』NHK出版 こころの時代 2012

### 共著編
- 『日蓮のいいたかったこと』渡辺宝陽共著 講談社 もんじゅ選書 1985
- 『法華経を生きる』田中日淳共著 春秋社 2000
- 茂田井教亨『『観心本尊抄』を語る』責任編集 立正知恩会 2002

### 翻訳
- 『日蓮聖人全集 第6巻 信徒 1』原愼定共訳 春秋社 1995
- 『原文対訳立正安国論』編 大東出版社 1999
- 『立正安国論 傍訳 日蓮聖人御遺文』渡辺宝陽監修 原愼定共編著 四季社 2004

## 論文
- Cinii